# Palmetto Bay
Palmetto Bay es una villa ubicada en el condado de Miami-Dade en el estado estadounidense de Florida. En el Censo de 2010 tenía una población de 23.410 habitantes y una densidad poblacional de 1.070,17 personas por km².

## Geografía
Palmetto Bay se encuentra ubicada en las coordenadas 25°37′18″N 80°19′8″O / 25.62167, -80.31889. Según la Oficina del Censo de los Estados Unidos, Palmetto Bay tiene una superficie total de 21.88 km², de la cual 21.47 km² corresponden a tierra firme y (1.85%) 0.4 km² es agua.

## Demografía
Según el censo de 2010, había 23.410 personas residiendo en Palmetto Bay. La densidad de población era de 1.070,17 hab./km². De los 23.410 habitantes, Palmetto Bay estaba compuesto por el 84.95% blancos, el 6.24% eran afroamericanos, el 0.08% eran amerindios, el 4.49% eran asiáticos, el 0.04% eran isleños del Pacífico, el 2.05% eran de otras razas y el 2.14% pertenecían a dos o más razas. Del total de la población el 38.55% eran hispanos o latinos de cualquier raza.

## Gobierno
El Departamento de Policía de Miami-Dade gestiona la South District Station en Palmetto Bay.

## Educación
Las Escuelas Públicas del Condado de Miami-Dade gestiona escuelas públicas que sirven a Palmetto Bay.
La Escuela Primaria Howard Drive, la Primaria Perrine, y la Primaria Coral Reef, sirve a partes de la villa.
La escuela intermedia (middle school) y la escuela secundaria (high school) que sirven a la villa:
- Escuela Intermedia Southwood en Palmetto Bay
- Escuela Secundaria Miami Palmetto en Pinecrest[11]

Escuelas privadas en Palmetto Bay:
- Westminster Christian School
- Palmer Trinity School
- Perrine Seventh-Day Adventist School
- Christ Fellowship Academy

El Sistema de Bibliotecas Públicas de Miami-Dade gestiona la Biblioteca Sucursal Coral Reef en Palmetto Bay.